# 小木新造
小木 新造（おぎ しんぞう、1924年1月31日 - 2007年7月12日）は、日本の文化史学者。

## 経歴
出生から修学期
1927年、東京で生まれた。東京教育大学日本史学科で学び、卒業。
日本近世史研究者として
卒業後は、桐朋学園大学教授に着任。上越教育大学教授を経て、1986年より国立歴史民俗博物館教授となった。1978年、東京教育大学に学位論文『東京庶民生活史研究』を提出して文学博士号を取得。1988年、江戸東京歴史財団理事に就任。1996年、第2代東京都江戸東京博物館館長に就任。1998年より同顧問。2007年に死去。

## 受賞・栄典
- 1980年：『東亰（とうけい）時代』で毎日出版文化賞を受賞。
- 1980年：『東亰庶民生活史研究』で第2回角川源義賞を受賞。
- 1989年：東京都文化賞を受賞。

## 研究内容・業績
江戸および明治期東京の庶民生活史研究を牽引した。

## 著書
著書
- 『昭和庶民文化史』(上下巻) 日本放送出版協会 1970-1971
- 『東京庶民生活史研究』日本放送出版協会 1979
- 『東亰時代』日本放送出版協会(NHKブックス) 1980
  - 文庫化 講談社学術文庫
- 『ある明治人の生活史：相沢菊太郎の七十八年間の記録』中公新書 1983
- 『江戸東京学事始め』筑摩書房(ちくまライブラリー) 1991
- 『江戸東京学』都市出版 2005

共編著
- 『歴史の視点』(全3巻) 林屋辰三郎・和歌森太郎共編、日本放送出版協会 1975
- 『江戸三百年 3』西山松之助共著、講談社現代新書 1976
- 『東京空間1868～1930』筑摩書房 1986
- 『江戸東京学事典』竹内誠・前田愛・陣内秀信・芳賀徹・宮田登・吉原健一郎共編 、三省堂 1988
- 『江戸東京を読む』筑摩書房 1991
- 『江戸名所図屏風の世界』(ビジュアルブック江戸東京) 竹内誠共著、岩波書店 1992
- 『江戸東京学への招待 1』日本放送出版協会(NHKブックス) 1995

## 関連資料
- 「座談会 歴史家、小木新造が示した都市の見方「江戸東京学」の真髄」竹内誠・陣内秀信・吉見俊哉共著,『東京人』20-11, 2005年, 88-95頁.